# The Renaissance EP
The Renaissance EP es el sexto EP del grupo estadounidense de punk rock MxPx. Fue lanzado el 22 de mayo de 2001 por Fat Wreck Chords y producido por Yuri Ruley y Tom Wisniewski.

## Lista de canciones
Todas las canciones fueron escritas por Mike Herrera y arregladas por MxPx.

| CD    |                           |          |  |
| N.º   | Título                    | Duración |  |
| 1.    | «Lonesome Town»           | 2:19     |  |
| 2.    | «Letting Go»              | 2:21     |  |
| 3.    | «Party II (Time to Go)»   | 2:18     |  |
| 4.    | «Time Will Tell»          | 1:28     |  |
| 5.    | «The Opposite»            | 1:43     |  |
| 6.    | «Don't Look Back»         | 2:38     |  |
| 7.    | «Talk of the Town»        | 1:42     |  |
| 8.    | «The Struggle»            | 2:01     |  |
| 9.    | «Yuri Wakes Up Screaming» | 1:35     |  |
| 18:05 |                           |          |  |

## Créditos
| MxPx - Mike Herrera — bajo, voz, piano, teclados - Tom Wisniewski — guitarra - Yuri Ruley — batería, percusión Músicos adicionales - Andy Husted — voces (track 7) - Gary Barbo — voces (track 7, 9) | Producción - Mike Herrera — ingeniero, mezclas - Tom Wisniewski — ingeniero asistente - Yuri Ruley — ingeniero asistente - Eddy Schreyer — masterización |

## Historial de lanzamiento
| País   | Fecha              | Formato | Sello            |
| ------ | ------------------ | ------- | ---------------- |
| Varios | 22 de mayo de 2001 | CD      | Fat Wreck Chords |